# عزیز صدقی
عزیز صدقی (عربی: عزيز صدقي؛ ۱ ژوئیه ۱۹۲۰ – ۲۵ ژانویه ۲۰۰۸) یک سیاست‌مدار اهل مصر بود. عزیز صدقی در ۲۵ ژانویه ۲۰۰۸ در سن ۸۷ سالگی درگذشت.